# Audi Q7
Audi Q7 (укр. Ауді К'ю 7) — SUV, який виробляє німецький автовиробник Audi з 2005 року.

## Перше покоління (Typ 4L: 2005—2015)

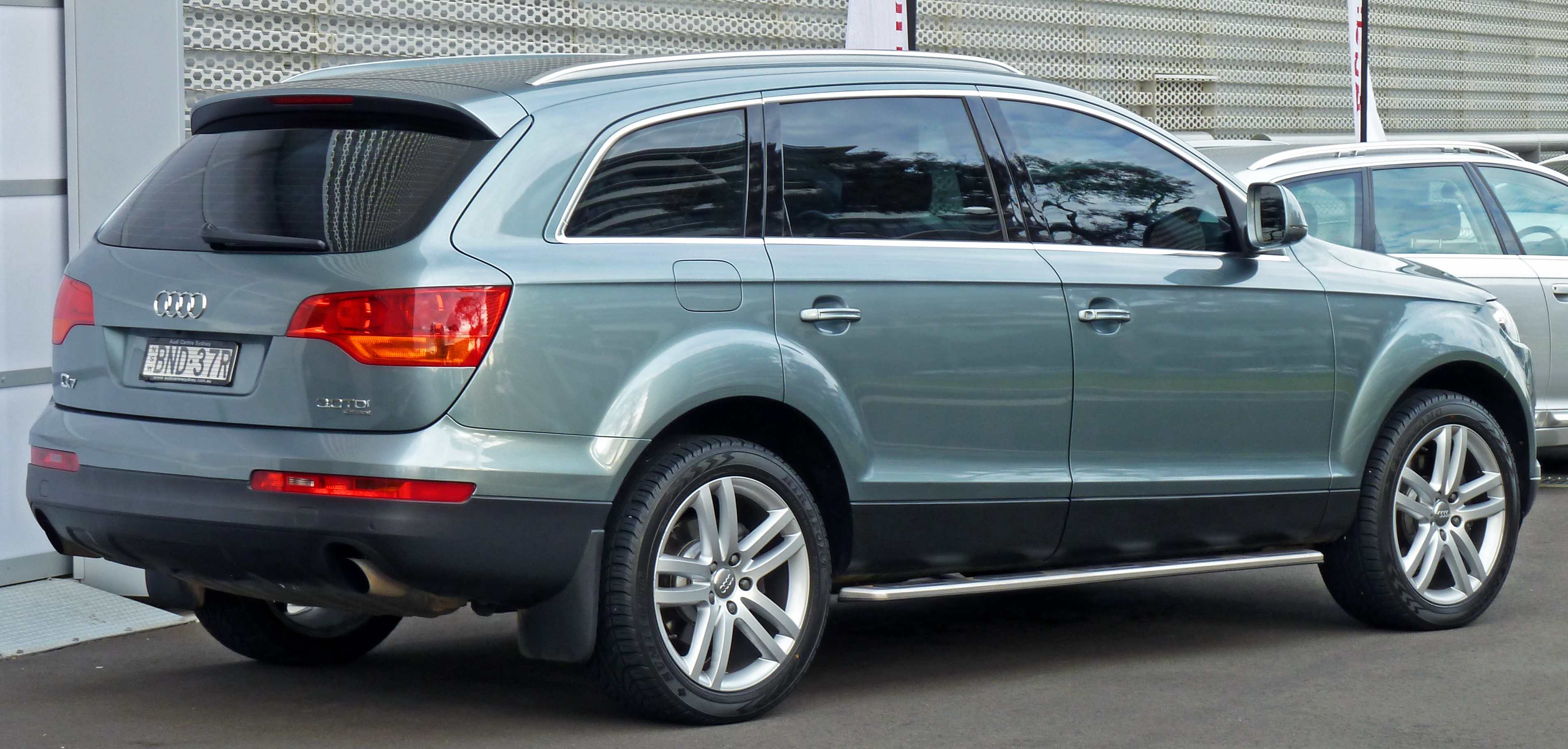
Audi Q7 (2005—2009)

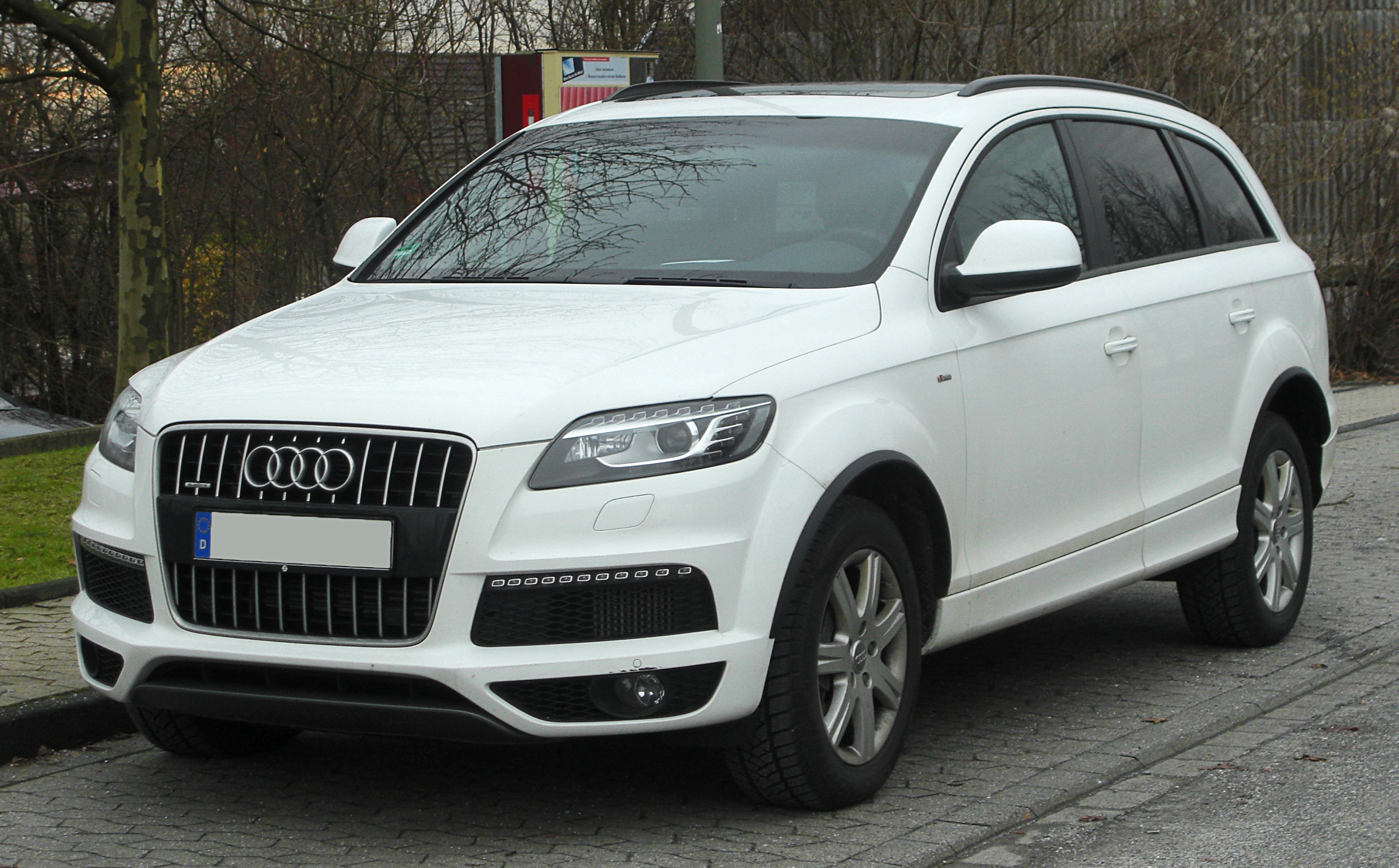
Audi Q7 (2009—2014)

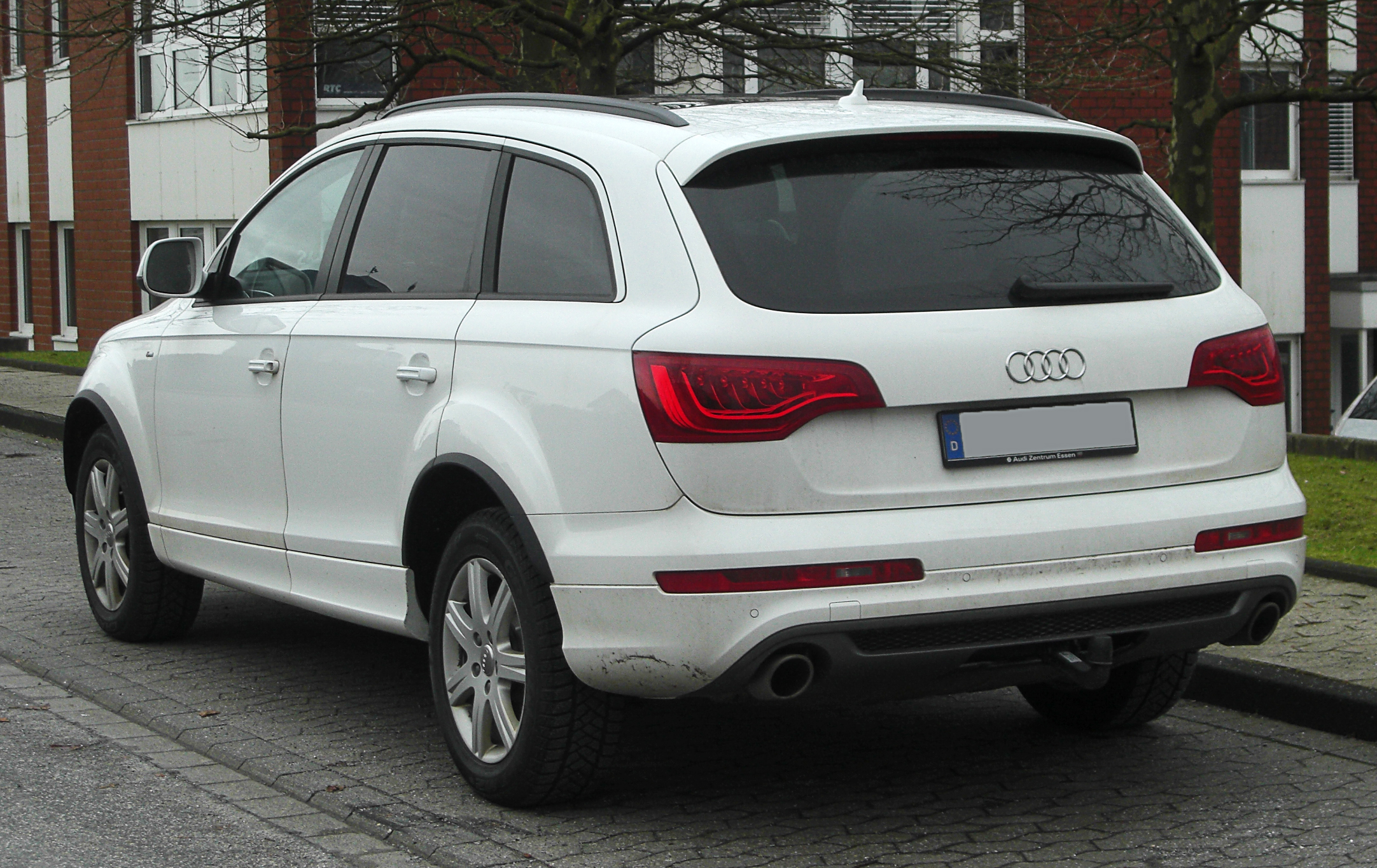
Audi Q7 (2009—2014)

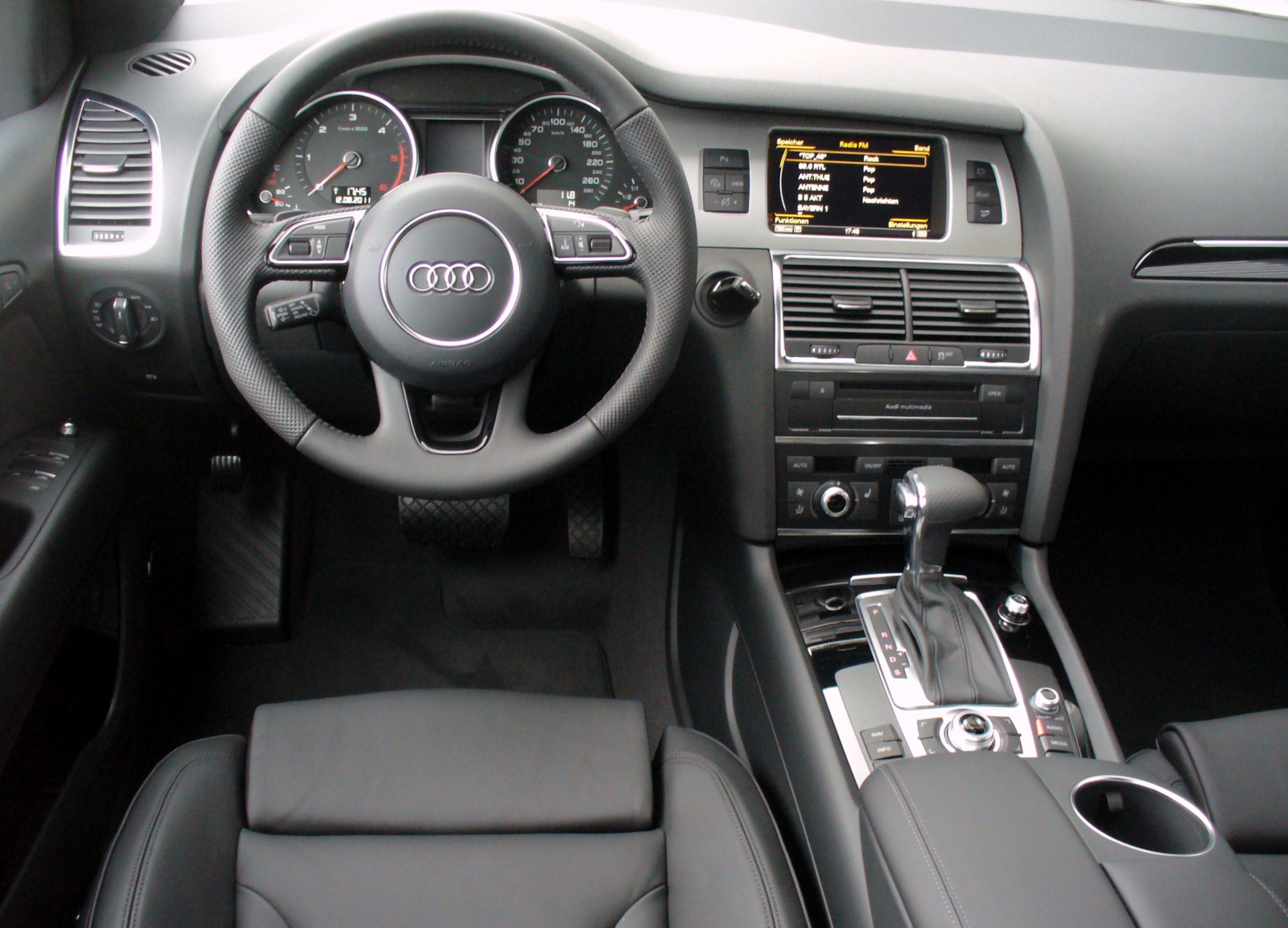
Салон Audi Q7

Audi Q7 першого покоління, що представлена в 2005 році, уніфікована з моделями Volkswagen Touareg і Porsche Cayenne, відрізняючись від останніх збільшеними розмірами, місткістю та рівнем оздоблення. Ці автомобілі призначені насамперед для північноамериканського ринку, де подібна техніка дуже популярна. Передбачені як п'яти-, так шести- і семимісні варіанти салону. У базовому виконанні незалежна підвіска всіх коліс оснащена звичайними пружинами і 2-трубними амортизаторами, але за замовленням може бути встановлена адаптивна п'ятирежимна пневмопідвіска з амортизаторами змінної жорсткості і системою вирівнювання крену кузова в залежності від навантаження. Оснащення моделей Q7 включає ряд систем, істотно підвищують активну безпеку руху. У їх числі — адаптивний круїз-контроль АСС з радіолокаційним і бічними радарами, відслідковувати появу автомобілів на сусідніх смугах руху. Базові силові агрегати включають 3,0-літровий високомоментних турбонадувних дизелів V6 TDI потужністю 233 к.с. і новий бензиновий 3,6-літровий 280-сильний двигун V6 FSI. Потужніші версії комплектуються 4,2-літровими двигунами: V8-бензиновим FSI (350 к.с.) та турбонадувним дизелем (326 к.с.). Всі мотори працюють тільки з адаптивними гідромеханічними 6-ступінчастими «автоматами».
Восени 2008 року була показана топ-модель Q7 з унікальним 5,9-літровим турбонадувним дизелем V12 потужністю 500 к.с., що виготовлялась до 2012 року.
Восени 2009 року модель модернізували, змінився зовнішній вигляд і оснащення.

### Результати з Краш-Тесту

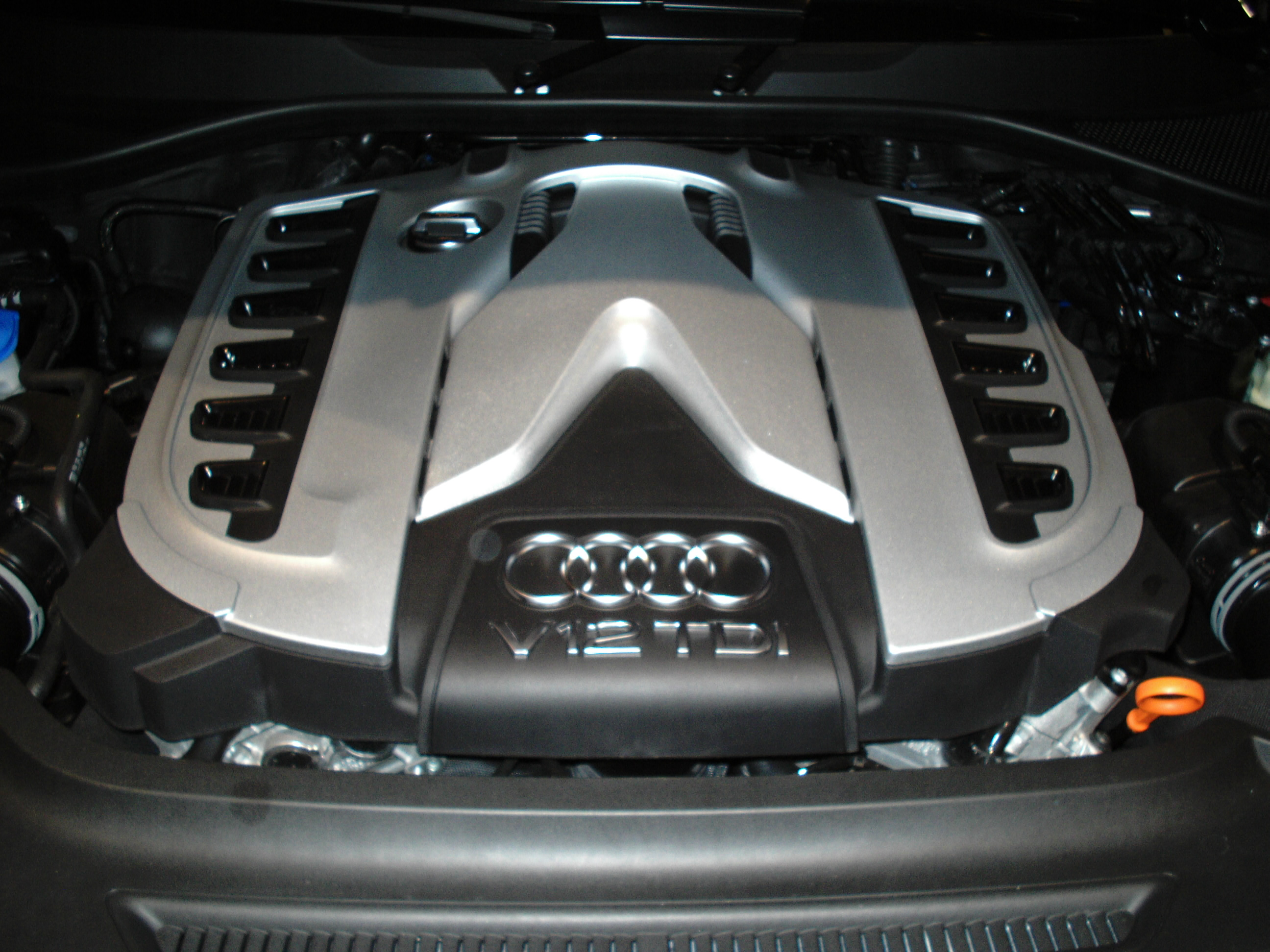
Двигун Audi Q7 V12 TDI

| Зірки в Euro NCAP з Краш-тесту |

### Двигуни
Бензинові:
- 3.0 V6 TFSI 272 к.с.
- 3.0 V6 TFSI 333 к.с.
- 3.6 V6 FSI 280 к.с.
- 4.2 V8 FSI 350 к.с.

Дизельні:
- 3.0 V6 TDI CASD, CJMA 204 к.с.
- 3.0 V6 TDI BUG 233 к.с.
- 3.0 V6 TDI CASA 240 к.с.
- 3.0 V6 TDI CJGD, CRCA 245 к.с.
- 4.2 V8 TDI 326 к.с.
- 4.2 V8 TDI 340 к.с.
- 6.0 V12 TDI 500 к.с.

## Друге покоління (Typ 4M; 2015–наш час)

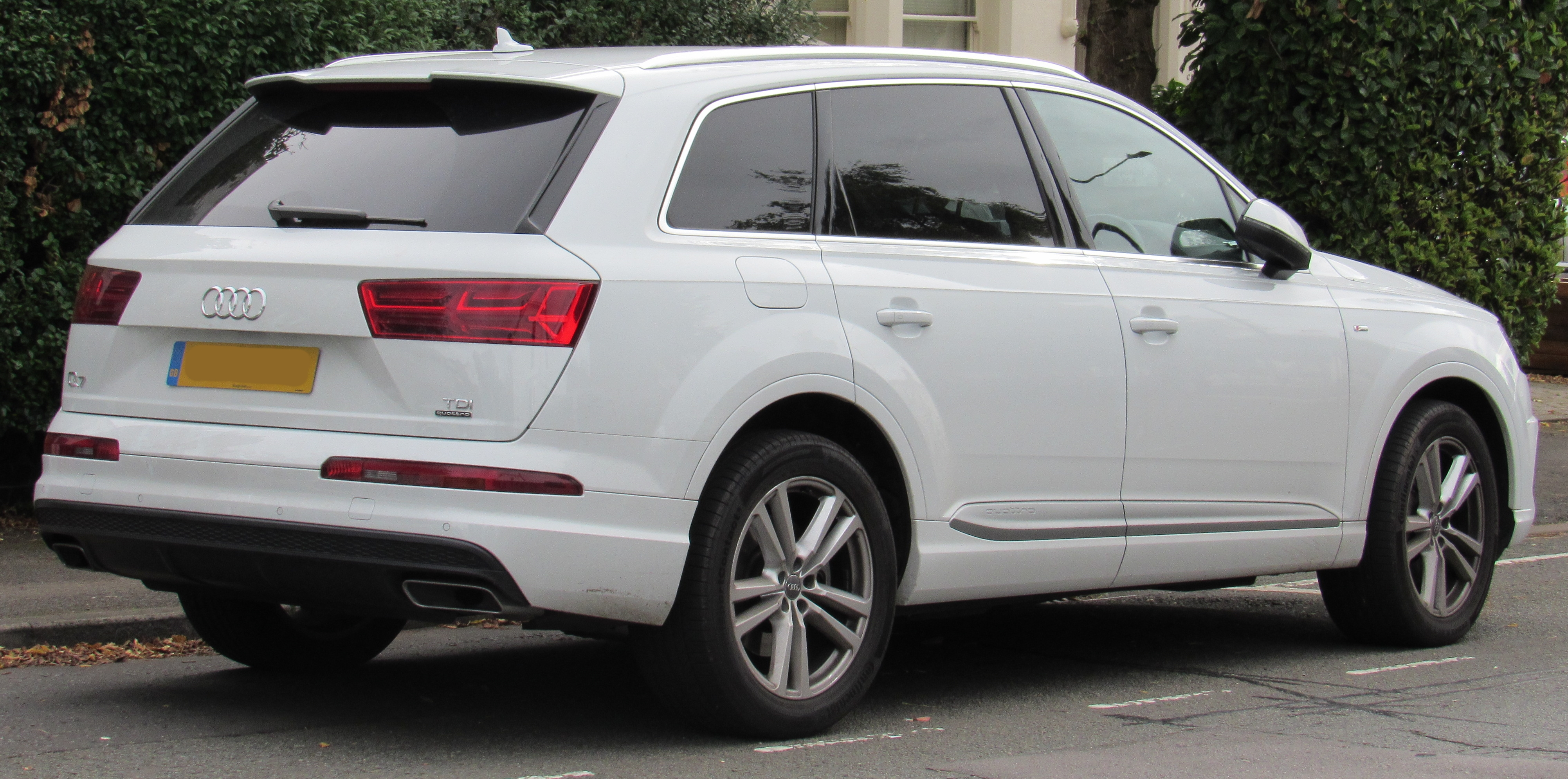
Audi Q7 (2015—2020)

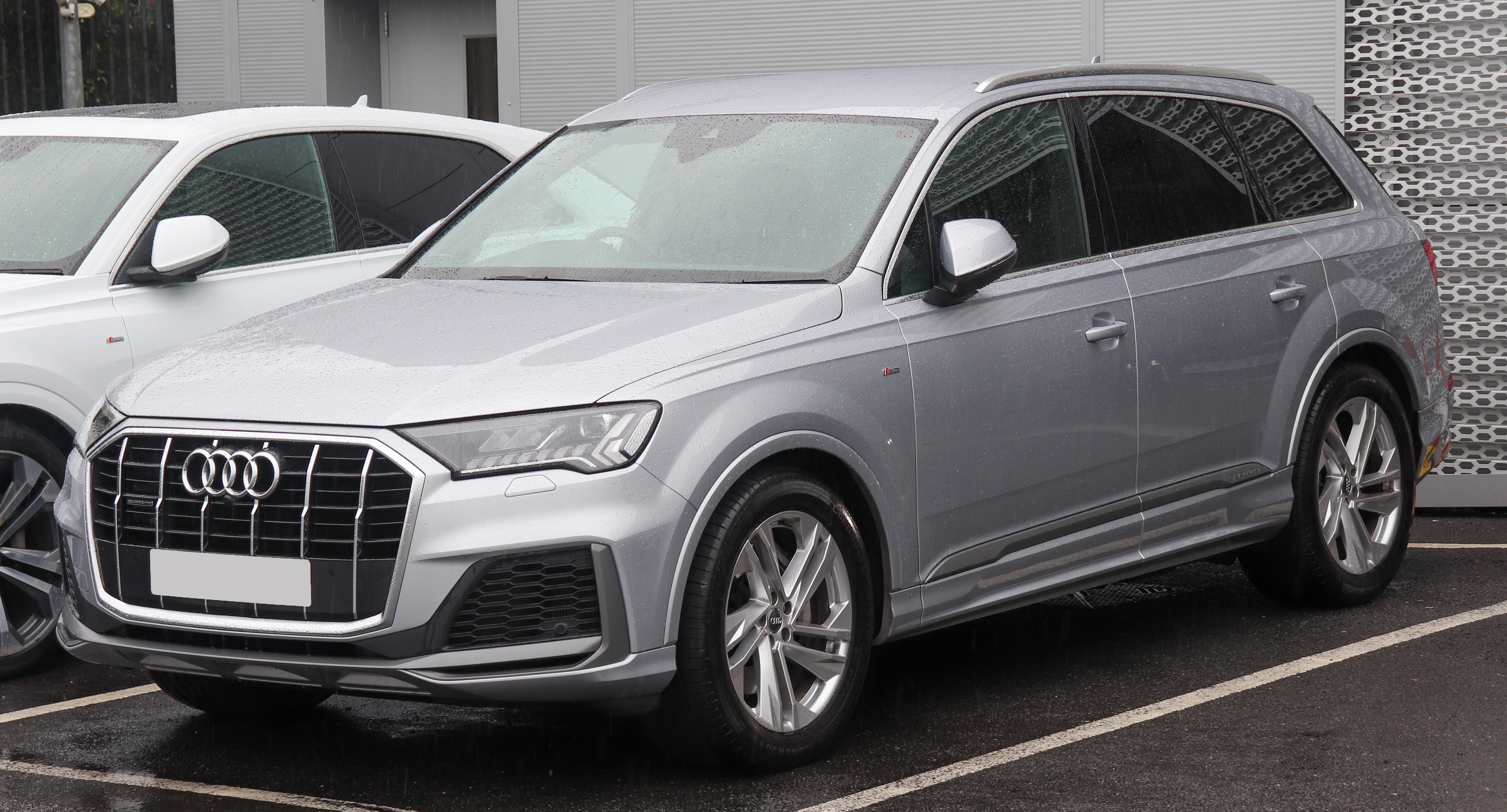
Audi Q7 (2020―2024)

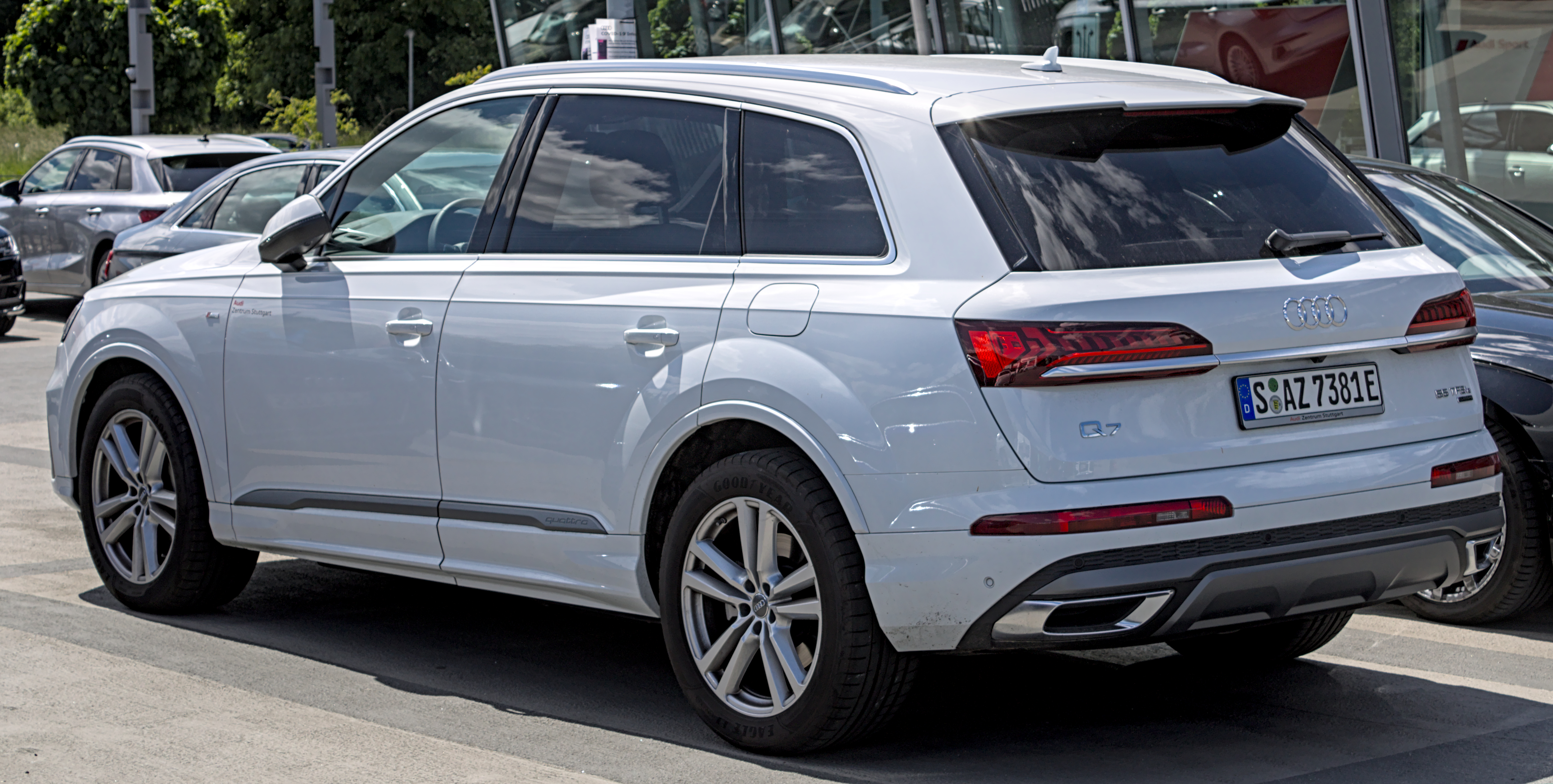
Audi Q7 (2020―2024)

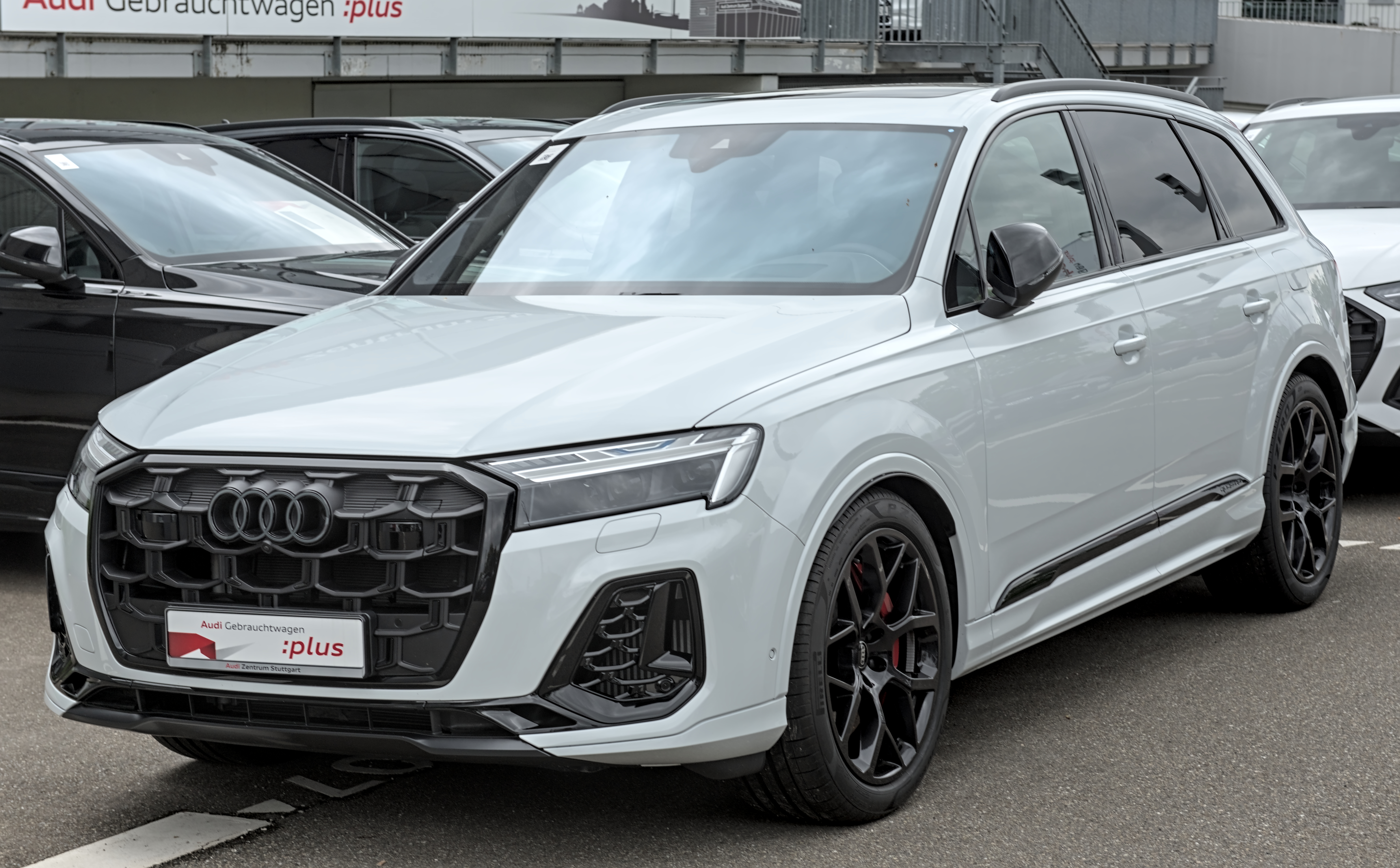
Audi Q7 (з 2024)

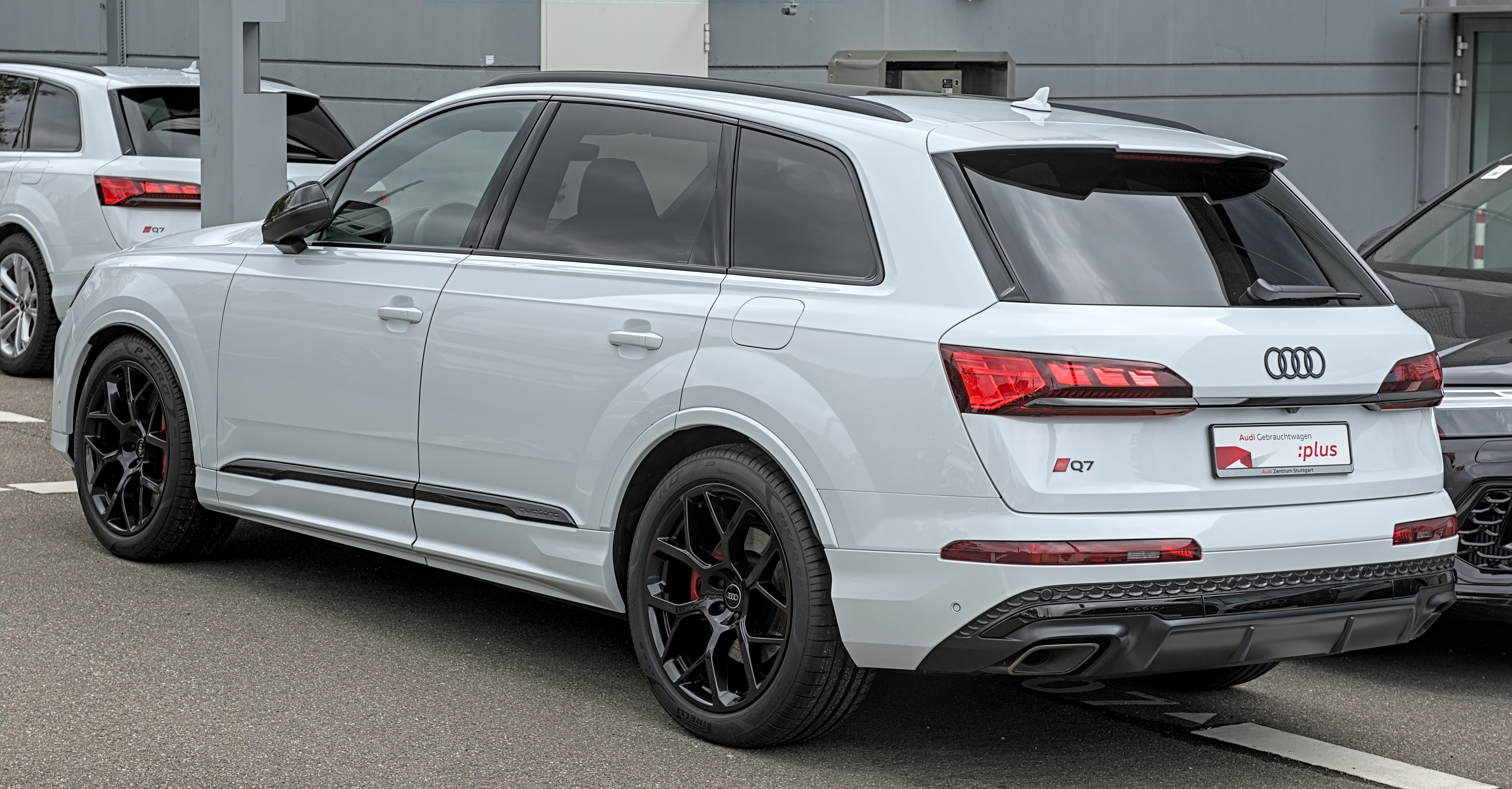
Audi Q7 (з 2024)

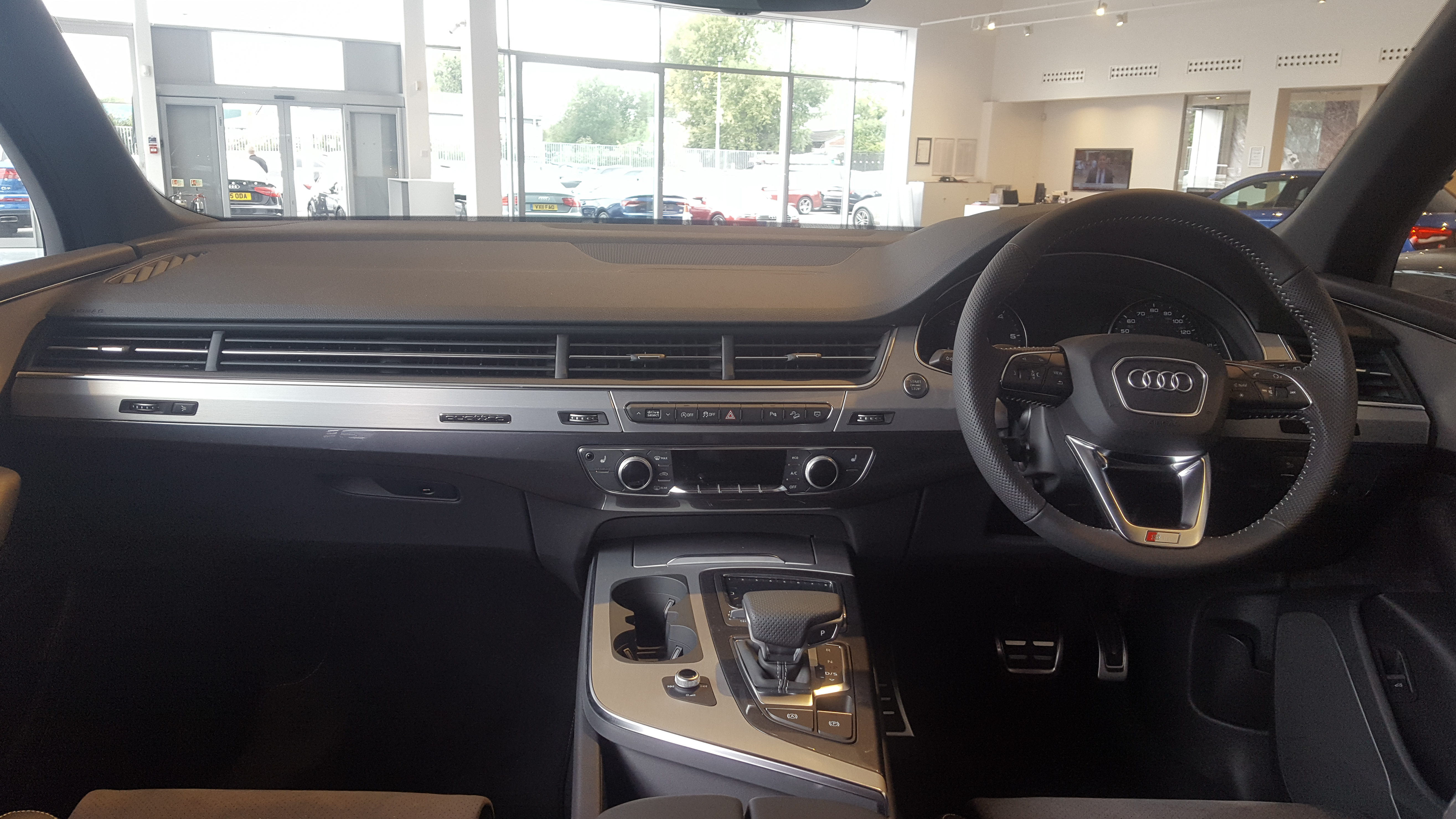
Салон Audi Q7 2015

У середині грудня 2014-го німецький автовиробник представив Audi Q7 II в новому кузові. Світова прем'єра відбулася 13.01.2015 на автосалоні у Детройті. Європейську версію представлять на Женевському автосалоні 3 березня 2015 року.
Зовнішність Audi Q7 (2015-2016) зазнала серйозних змін — зовні автомобіль залишився впізнаваним, проте в оформленні екстер'єр з'явилося більше гострих граней.
Автомобіль отримав нову, більш габаритну решітку радіатора з горизонтальними, а не вертикальними ребрами, з'явилася нова світлотехніка (головна оптика може бути ксеноновою, світлодіодною і матричною), нові бампера, більш рельєфні боковини з менш випуклими колісними арками.
Салон автомобіля зазнав серйозніших змін. З'явилася повністю нова передня панель, кермо, прилади і зовсім інша центральна консоль і торпеда. Центральні дифлектори обдуву візуально об'єднані з накладкою на панелі і нагадують Volkswagen Passat B8.
Дисплей інформаційно-розважальної системи MMI може бути з діагоналлю 7,0 і 7,3 дюйма, як опція пропонується повністю цифрова панель приборів з дисплеєм на 12,3 дюйми — раніше дебютувавша на Audi TT третього покоління. У списку опцій присутня — 1920-ватна аудіо-система Bang & Olufsen з 23 динаміками і розважальним комплексом для задніх пасажирів з двома 10,1-дюймовими планшетами.

### Технічні характеристики
Новий Audi Q7 базується на модульній платформі MLB, яка також лягла в основу Volkswagen Touareg, Porsche Cayenne наступного покоління і нових Bentley Bentayga, Lamborghini Urus.
В порівнянні з попередником, Q7 став на 325 кг. легшим. Тепер базова версія позашляховика з бензиновим мотором складає 1970 кг, а з дизелем — 1995 кг. Масу авто вдалося зменшити за рахунок полегшення кузова, каркас якого виготовлений з ультрависокоміцної сталі гарячого формування, а капот, передні крила і двері зроблені з алюмінію.
По габаритним розмірам Audi Q7 став коротшим і вужчим за попередника. Довжина складає 5,050 мм (-37), колісна база рівняється 2,990 мм, ширина — 1,970 мм (-15), висота 1,740 мм. Версія з пневмопідвіскою, авто може міняти кліренс в діапазоні 90 мм, тим самим маючи максимально високий просвіт на позначці 235 мм.
Об'єм багажного відділення в семимісній версії складає 295 літрів. При складеному третьому ряді, об'єм збільшується до 890 літрів. При складених сидіннях другого ряду, багажне відділення збільшується до 2,075 літрів. Сидіння другого ряду можна рухати в діапазоні 110 мм, а кожна спинка має свій індивідуальний нахил.
Попри те, що авто стало меншим, простір в салоні збільшився. Місця над головами передніх пасажирів збільшились на 41 мм, а над задніми — на 23 мм. відстань між переднім і другим рядом крісел збільшилось на 21 мм.
На європейський ринок позашляховик буде постачатися з двома 3.0 — літровими турбомоторами. Бензиновий видає 333 к.с. (440 Нм), а дизельний — 272 к.с. (600 Нм). Обидва агрегатуються в купі з 8-ми діапазонним автоматом. Розгін до сотні у першого двигуна складає 6,1 секунди (середня витрата палива заявлена на позначці 7,7 літрів на сотню), другий — 6,3 секунди, витрата палива 5,7 літрів на сотню.
В моторній гаммі присутній 2,0 — літровий чотирьохциліндровий двигун TFSI потужністю 252 к.с. (370 Нм), також економічний 3,0 — літровий дизель TDI ultra, розвиваючи 218 к.с. і 500 Нм обертального моменту. Ще більш економічною буде модифікація Q7 e-tron quattro. Така версія буде з 3,0-літровим дизелем потужністю 258 к.с., інтегрованим електричним двигуном в коробку передач потужністю 94 кВт (128 к.с.), з комплектом літієво-іонних батарей, а сумарна потужність такої системи буде складати 386 к.с. і 700 Нм крутного моменту. З місця до сотні гібридна модифікація буде розганятися за 6,0 секунд, максимальна швидкість рівняється 225 км/год, а виключно на електротязі, авто здатне проїхати до 56 кілометрів. Середня витрата палива на сотню пробігу в змішаному циклі складає 1,7 літра.
У 2020 році, анонсовано спортивну бензинову версію Audi SQ7 для Північно-Американського ринку, потужність якої буде складати 500 кінських сил.
Серед інших технічних особливостей позашляховика, є опційна система повнокерованого адаптивного шасі. Як і на деяких моделях Porsche 911, задні колеса можуть повертатися на невеликий кут: проти повороту передніх на невеликих швидкостях і в ту ж сторону — на великих. Модернізації піддалася система повного приводу — відтепер між-осьовий диференціал інтегрований в коробку передач, це дозволило зробити його компактнішим і легшим.
У звичайному режимі тяга розподіляється між осями в співвідношенні 40:60 на користь задніх коліс. В разі необхідності, диференціал може перекидати до 70% моменту на передні колеса, або до 85% — на задні.
У найближчому майбутньому компанія Audi планує розширити модельний ряд та запропонувати покупцям 2.0-літровий чотирициліндровий турбодвигун на бензині або 3.0-літровий турбодизельний двигун TDI. Утримавшись від значних оновлень протягом 2016 модельного року, компанія Audi продемонструвала дійсно оновлений, але і значно дорожчий, позашляховик Q7 для 2017 року.

### Audi Q7 3.0 TDI Ultra
Компанія Audi представила нову базову версію моделі Q7 другого покоління, яка отримала назву TDI Ultra. Позашляховик буде пропонуватися з більш економічним дизельним турбомотором.
Нову модифікацію оснастили 3,0 літровим V6, який розвиває 218 кінських сил та 500 Нм крутного момента доступного в діапазоні 1250-3000 обертів за хвилину. Від 0-100 км/год позашляховик набирає за 7,1 секунди, а його максимальна швидкість складає 216 км/год. Витрата палива в змішаному циклі складає 5,5 літрів на 100 кілометрів шляху, що на 28 відсотків менше ніж його ніж його попередник. Викиди СО2 на кілометр складають 144 грами. Для порівняння, звичайний 3,0 TDI видає 272 кінські сили, від 0-100 км/год розганяється за 6,3 секунди, максимальна швидкість 234 км/год, витрата палива 5,7 літра а викиди СО2 складають 149 грамів на кілометр.
Публічна прем'єра Audi Q7 3.0 TDI Ultra відбудеться в середині вересня 2015 року на Франкфуртському автосалоні, а продажі новинки стартують відразу після його дебюту. Вартість в Європі буде починатися від 58 тисяч євро (63 тисячі 565 доларів), що на 2,9 тисячі євро дешевше попереднього базового варіанта з 272-сильним дизелем.

### Audi Q7 e-tron quattro
Весною 2016 року в Німеччині стартували продажі гібридної модифікації Q7. Новинку Audi вперше показала на Женевському автосалоні в 2015 році. До складу силового агрегату «зеленого» Q7 входить 3,0 літровий турбодизель V6, електродвигун та акумуляторна батарея. Від 0-100 км/год авто розганяється за 6,2 секунди, у змішаному циклі споживає 1,9-1,8 л палива на 100 км, енергії 190,0-181,0 Вт·год/км, викиди СО2 складають 50-48 грамів на кілометр. Максимальна швидкість 225 км/год, на чистій електротязі батареї вистачить приблизно на 56 км.
Вартість в Німеччині починається від 81 тисячі євро
У 2020 році Audi Q7 було повністю оновлено. Виробник змінив інтер'єр і екстер'єр, розширив список стандартного обладнання та функцій. Всі версії моделі Q7 отримали повний привід Quattro, приладову панель Audi Virtual Cockpit на 12,3 дюйми та систему навігації Audi MMI. Нова Audi Q7 оснащена турбованим двигуном V6 та 48-вольтовою гібридною установкою.
Найпотужніша версія Audi Q7 у 2021 році — топова модель SQ7. Вона оснащена двигуном твін-турбо V8 потужністю 500 к.с. Такий силовий агрегат розганяє позашляховик до першої сотні за 4,3 секунди. Audi SQ7 витрачає в середньому 13,8 л/100 км.
Audi SQ7 отримала ряд оновлень до 2025 модельного року. Виробник освіжив дизайн передньої та задньої частини кузова, покращив оптику та змінив світлові сигнатури фар. 
У 2025 році Audi Q7 отримала оновлений дизайн, нові кольори, варіанти оздоблення та вдосконалену світлотехніку. Салон оснащено новим пакетом Executive, покращено мультимедіа й додано більше опцій комфорту. 

### Двигуни
Бензинові:
- 2.0 ТFSI EA888 I4 252 к.с.
- 3.0 TFSI EA837 V6 333 к.с.
- 4.0 TFSI EA825 V8 505 к.с. 770 Нм (SQ7)

Дизельні:
- 3.0 TDI EA897 evo V6 218 к.с.
- 3.0 TDI EA897 evo2 V6 231 к.с. (45 TDI)
- 3.0 TDI EA897 evo V6 272 к.с.
- 3.0 TDI EA897 evo2 V6 286 к.с. (50 TDI)
- 4.0 TDI EA898 V8 435 к.с. 900 Нм (SQ7 TDI)

Гібридні:
- 2.0 TFSI e-tron 367 к.с. 700 Нм
- 55 e-tron 367 к.с. 700 Нм
- 3.0 TDI e-tron 386 к.с. 700 Нм

## Продажі
| Рік  | Європа | США    | Канада |
| 2005 | 434    | –      | -      |
| 2006 | 33,044 | 10,003 | 618    |
| 2007 | 41,064 | 20,695 | 1,235  |
| 2008 | 30,000 | 13,209 | 1,269  |
| 2009 | 12,616 | 7,299  | 1,146  |
| 2010 | 12,455 | 7,976  | 1,247  |
| 2011 | 12,882 | 8,998  | 1,565  |
| 2012 | 11,513 | 11,008 | 1,653  |
| 2013 | 11,037 | 15,978 | 1,781  |

## Зноски
1. ↑  Crash-Test Audi Q7[недоступне посилання з червня 2019] (ADAC 9/2006)
2. ↑  New Audi Q7 revealed  20.02.2015. Архів оригіналу за 20 лютого 2015. Процитовано 20 лютого 2015. New Audi Q7 revealed (англ.) 20.02.2015
3. ↑  [Архівовано 5 серпня 2015 у Wayback Machine.] [Архівовано 5 серпня 2015 у Wayback Machine.] [Архівовано 5 серпня 2015 у Wayback Machine.] [Архівовано 5 серпня 2015 у Wayback Machine.] Base Audi Q7 Ultra 3.0 TDI with 218 PS goes on sale in Europe [Архівовано 2015-08-05 у Wayback Machine.](англ.) 04 серпня 2015
4. ↑  New Audi Q7 as a highly efficient diesel(англ.) [Архівовано 19 жовтня 2015 у Wayback Machine.] 04 серпня 2015
5. ↑  Audi Q7 е-Tron Quattro(нім.) [Архівовано 17 травня 2016 у Wayback Machine.] 17 травня 2016
6. ↑  Як ми тестували Audi Q7 2023 року. Automoto.ua. AutoMoto.ua (укр.). Процитовано 18 липня 2023.
7. ↑  Як ми тестували Audi SQ7 2025 року. AUTOMOTO.UA. AUTOMOTO.UA (укр.). Процитовано 1 листопада 2024.
8. ↑  Як ми тестували Audi Q7 2025 року. AUTOMOTO.UA. AUTOMOTO.UA (укр.). Процитовано 17 липня 2025.
9. ↑  Audi Q7 North American sales figures. goodcarbadcar.com. Архів оригіналу за 9 липня 2014. Процитовано 2 березня 2014.